# 日本テレビ木曜未明の深夜ドラマ
日本テレビ木曜未明の深夜ドラマ（にほんテレビもくようみめいのしんやドラマ）は、日本テレビで木曜日未明（水曜日深夜）に放送されていた連続ドラマ放送枠である。枠自体は関東ローカルであるが、作品によっては一部系列局でも遅れ放送ながら放送される。

## 概要
2011年7月期の『ろくでなしBLUES』で本枠がスタートし、2012年1月期の『数学♥女子学園』をもっていったん中断する。
その後、2012年10月期の『シュガーレス』で1:29 - 1:59の枠で放送。以後はまた中断期を挿みながら、『フレネミー 〜どぶねずみの街〜』（2013年7月期）、『HiGH&LOW〜THE STORY OF S.W.O.R.D.〜』（2015年10月期）を放送する。
2017年4月期の『兄に愛されすぎて困ってます』にて、『数学♥女子学園』以来5年ぶりに0:59 - 1:29の枠で放送再開している。

## 放送作品一覧

### 第1期
- ろくでなしBLUES（2011年7月7日 - 9月29日）
- QP（2011年10月6日 - 12月29日）
- 数学♥女子学園（2012年1月12日 - 3月29日）

### 第2期
- シュガーレス（2012年10月4日 - 12月27日）

### 第3期
- フレネミー 〜どぶねずみの街〜（2013年7月4日 - 9月19日）

### 第4期
- HiGH&LOW〜THE STORY OF S.W.O.R.D.〜（2015年10月22日 - 12月24日）

### 第5期
- 兄に愛されすぎて困ってます（2017年4月13日 - 5月11日）
- 残酷な観客達（2017年5月18日 - 7月20日）

### 第6期
- 漫画みたいにいかない（2018年1月11日 - 3月15日）

### 第7期
- マジムリ学園（2018年7月26日 - 9月27日）
- PRINCE OF LEGEND（2018年10月4日 - 12月6日）
- ザンビ（2019年1月24日 - 3月28日）
- 遊戯みたいにいかない。（2019年4月18日 - 6月6日）
- HiGH&LOW THE WORST　EPISODE.0（2019年7月18日 - 9月5日）
- HiGH&LOW THE BEST BOUT（2019年10月3日 - 11月21日）
- 貴族誕生 -PRINCE OF LEGEND-（2019年11月28日 - 12月26日）
- DASADA（2020年1月16日 - 3月19日）
- FAKE MOTION -卓球の王将-（2020年4月9日 - 5月28日）
- DASADA〜未来へのカウントダウン〜（2020年7月2日 - 9月10日）
- ただいま!小山内三兄弟（2020年10月22日 - 11月26日）
- FAKE MOTION -たったひとつの願い-（2021年1月21日 - 3月11日）
- 声春っ!（2021年4月29日 - 7月1日）
- あいつが上手で下手が僕で（2021年10月7日 - 11月25日）